# Hornady Manufacturing Company
Hornady Manufacturing Company (Hornady, Хо́рнади) — американская фирма, один из основных производителей патронов для стрелкового оружия в США и одна из крупнейших частных компаний в этой сфере в мире.

## История
Фирма «Хорнади» была основана в 1949 году в Гранд-Айленде местным уроженцем Джойсом Хорнади (англ. Joyce Hornady), любителем оружия, который во время Второй мировой войны работал инструктором по стрелковой подготовке, а затем некоторое время занимался изготовлением пуль кустарным способом. Его пули получили заметную известность в стрелковых кругах США, что подвигло Хорнади основать предприятие. Первое изделие фирмы, 7,62-мм пуля 150 gr Spire Point, оказалась весьма удачной и сохраняет популярность по настоящее время. В 1950-е годы Хорнади начал изготовлять ряд изделий, не связанных с оружейным делом, при этом полученные наработки и материалы послужили основой для расширения деятельности в оружейной области. Война во Вьетнаме вызвала в стране дефицит гильз военного образца, что предоставило фирме возможность перейти от изготовления пуль к разработке и производству гильз.
После гибели основателя фирмы в авиакатастрофе в 1981 году предприятие возглавил его сын, Стив Хорнади (англ. Steve Hornady), который занимает эту должность по настоящее время. В 2000-е годы «Хорнади» начала выпуск самостоятельно разработанных патронов. Сейчас фирма позиционирует себя как крупнейшего в мире частного производителя боеприпасов. 

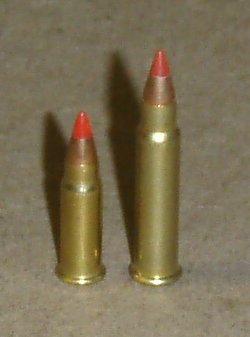
Патроны, разработанные и производимые фирмой «Хорнади»: .17 HM2 слева, рядом с .17 HMR

## Продукция
«Hornady Manufacturing Company» выпускает готовые патроны для стрелкового оружия в широком ассортименте, как американских, так и иностранных образцов (в том числе, например, армейский патрон 5,45×39 мм советской разработки). Фирма известна также как изготовитель и поставщик компонентов патронов, прежде всего пуль и гильз.
Фирма самостоятельно разработала значительное количество пуль, получивших большое распространение в США и за их пределами. Согласно утверждениям представителей «Хорнади», линейка производимых пуль насчитывает 300 образцов всех калибров, вплоть до 12,7-мм пули к патрону 12,7×99 мм НАТО, применяющемуся в крупнокалиберных пулемётах. «Хорнади» также принадлежит авторство ряда патронов, к наиболее известным из которых относятся малокалиберные высокоскоростные .17 Hornady Magnum Rimfire (2002 год) и .17 Hornady Mach 2 (2004 год).